# Idaea nexata
Idaea nexata là một loài bướm đêm trong họ Geometridae.